# Federació de Bòsnia i Hercegovina

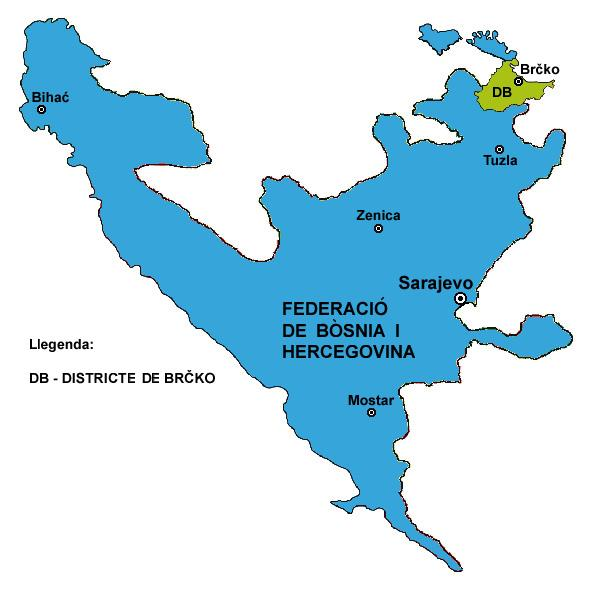
Mapa de la Federació de Bòsnia i Hercegovina.

La Federació de Bòsnia i Hercegovina (Federacija Bosne i Hercegovine, Федерација Босне и Херцеговине) és una de les entitats polítiques que formen l'estat de Bòsnia i Hercegovina (amb la República Sèrbia i el districte de Brčko).
Majoritàriament, està habitada per bosnians musulmans (o bosnians) i bosnians croats (o croats). Per aquest motiu també és coneguda com a Federació Croatomusulmana. Tot i això, els serbis van ser declarats el tercer grup ètnic constitutiu de la federació el 2001 per part del Tribunal Constitucional. El mateix va passar amb els bosnians i els croats a la República Sèrbia.
La federació va ser creada pels acords de Washington signats el 18 de març de 1994 i que van establir una Assemblea Constituent (Ustavotvorna skupština/Ustavotvorbeni Sabor) que va ser dissolta el 1996.
Actualment la federació té la seva pròpia capital, govern, bandera i escut d'armes, president, parlament, departament de policia, sistema postal i línia aèria. També té el seu propi exèrcit (Vojska Federacije Bosne i Hercegovine) que està sota el control del Ministeri de Defensa de Bòsnia i Hercegovina. La capital i ciutat més gran és Sarajevo amb 438.443 habitants, sense comptar la seva àra metropolitana, que suma 688.354 habitants.